# Eduardo Poveda Rodríguez
Eduardo Poveda Rodríguez (Villanueva de Castellón 25 de septiembre de 1920 - Valencia 3 de marzo de 1993) fue obispo de la diócesis de Zamora y profesor de filosofía de la Facultad de Teología de Valencia

## Biografía
Eduardo Poveda ingresó en el Seminario Metropolitano de Valencia en 1939, siendo ordenado sacerdote el 2 de enero de 1949. Llamado por el entonces Rector del Seminario, Antonio Rodilla Zanón, su primer destino fue el de Superior del Seminario, labor que simultaneó con la de coadjutor de la localidad valenciana de Turís. 
Enviado (en 1951) por la diócesis a cursar estudios de Filosofía en la Universidad Católica de Lovaina (Bélgica), obtuvo el grado de Licenciado (1953), con una tesina que lleva por título «La filosofía de Ortega y Gasset desde la “razón vital” hasta la “razón histórica”».

### Presbítero y profesor
A su regreso de Lovaina, fue profesor en el Seminario Metropolitano y en la Facultad de Teología San Vicente Ferrer de Valencia de varias asignaturas de Filosofía: Introducción a la Filosofía, Teoría del Conocimiento, Historia de la Filosofía Moderna y Contemporánea. Entre sus alumnos figuraron los obispos Antonio Cañizares Llovera, Manuel Ureña Pastor y José Vilaplana Blasco. Publicó la traducción al castellano de dos manuales de Fernand van Steenberghen, profesor de Lovaina.
En este tiempo fue capellán de las salesas de Godella, fue nombrado director espiritual del Colegio “Domus”, y consiliario de Acción Católica universitaria. A esta época pertenece un escrito suyo titulado “El tratado de suppositionibus dialectilis de S. Vicente Ferrer y su significación histórica en la cuestión de los universales”. Posteriormente es nombrado Delegado Diocesano para el Clero y Director del Convictorio, con la tarea de iniciar a los diáconos en los primeros pasos en la labor pastoral.

### Obispo
Fue nombrado obispo de Zamora el 13 de octubre de 1976 (festividad de S. Eduardo) y fue consagrado en la Catedral de dicha diócesis por el Nuncio Apostólico, Mons. Luigi Dadaglio, el 21 de noviembre de 1976 (Festividad de Cristo Rey). Como lema episcopal escogió el siguiente: “mihi autem absit gloriari nisi in cruce Domini nostri Iesu Christi” (Gal 6, 14) (¡Dios me libre de gloriarme si no es en la cruz de nuestro Señor Jesucristo!).
Durante su obispado creó una «Casa Sacerdotal», fundó «La Casa de la Iglesia», donde aún hoy prestan sus servicios Caritas Diocesana y las distintas delegaciones de apostolado seglar. También creó las residencias de ancianos de «Fermocelle» y «Alcañices» y apoyó el  Proyecto Hombre en Zamora para la rehabilitación de toxicómanos, así como las «Cooperativas Textiles», con el fin de sacar a muchas familias de la pobreza y el paro. Para la formación permanente de sacerdotes y laicos restauró el entonces desaparecido Instituto Teológico San Ildefonso. Fundó la Asociación "Amigos de la Catedral" de Zamora.

### Conferencia episcopal
En la Conferencia Episcopal Española (CEE) fue miembro de las Comisiones episcopales del Clero, para la Doctrina de la Fe, y de Seminarios y Universidades; y Presidente del Comité Episcopal para la Defensa de la Vida,
Por razones de salud, presentó su renuncia al Santo Padre, que le fue aceptada el 17 de octubre de 1991. Fijó su residencia en Valencia, donde murió el 3 de marzo de 1993, y recibió sepultura debajo de la Virgen del Tránsito, en la iglesia del Corpus Christi de Zamora.